# Phragmanthera cornetii
Phragmanthera cornetii là một loài thực vật có hoa trong họ Loranthaceae. Loài này được (Dewèvre) Polhill & Wiens miêu tả khoa học đầu tiên năm 1992.